# 当瓦莱莱科隆布
当瓦莱莱科隆布（法語：Dampvalley-lès-Colombe，法語發音：[dɑ̃valɛ lɛ kɔlɔ̃b]，意为“科隆布附近的当瓦莱”）是法国上索恩省的一个市镇，属于沃苏勒区。

## 地理
当瓦莱莱科隆布（47°37'42"N, 6°14'44"E）面积6.26 平方千米，位于法国勃艮第-弗朗什-孔泰大區上索恩省，该省份为法国东部内陆省份，北起顺时针与孚日省、贝尔福地区省、杜省、汝拉省、科多尔省和上马恩省接壤。
与当瓦莱莱科隆布接壤的市镇（或旧市镇、城区）包括：蒙塞、卡尔穆捷、科隆布莱沃苏勒、弗罗泰莱沃苏勒、诺鲁瓦堡。
当瓦莱莱科隆布的时区为UTC+01:00、UTC+02:00（夏令时）。

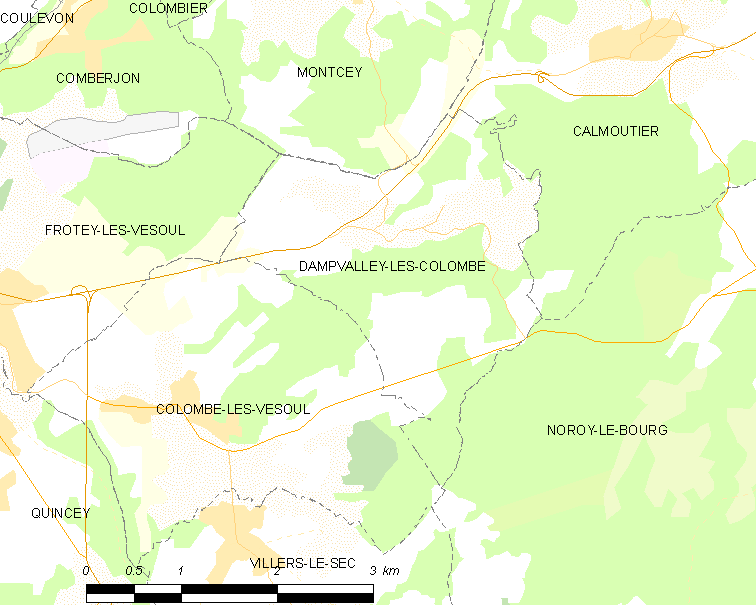
当瓦莱莱科隆布的OSM定位图

## 行政
当瓦莱莱科隆布的邮政编码为70000，INSEE市镇编码为70199。

## 政治
当瓦莱莱科隆布所属的省级选区为维莱塞克塞勒县。

## 人口

1962-2008年间当瓦莱莱科隆布人口变化图示

当瓦莱莱科隆布于2022年1月1日时的人口数量为119人。